# Eddie Lewis
Edward James Lewis, conhecido apenas por Eddie Lewis (Cerritos, 17 de maio de 1974) é um futebolista norte-americano, que atua ora como meio-campista, ora como lateral.

## Carreira

### San Jose Clash
Começou, como muitos outros jogadores norte-americanos, em times de universidades, mais precisamente no UCLA Bruins, onde jogou de 1992 a 1995. Seu primeiro time profissional foi o San José Clash, em 1996, ano da criação da Major League Soccer. Ficou até 1999, quando assinou com o Fulham, iniciando uma carreira de nove anos na Albion.

### Futebol inglês
Em terras inglesas, Lewis atuou, após deixar o Fulham em 2002, por Preston NE, Leeds United e Derby County. Desde 2008, ele atua no Los Angeles Galaxy.

## Seleção dos EUA
A estreia de Lewis na Seleção dos EUA ocorreu também em 1996, em amistoso contra o Peru. Não foi convocado para a Copa de 1998, mas disputou outras duas Copas (2002 e 2006) e duas Copas das Confederações.
Lewis deixou a Seleção Ianque em 2008, com 82 partidas e dez gols marcados - o último deles marcado contra a nanica Seleção de Barbados.

## Títulos
Estados Unidos
- Copa Ouro da CONCACAF de 2002